# 海豚出版社
海豚出版社是中华人民共和国的一家出版社，成立于1986年1月，社址位于北京市，为中国国际出版集团成员，业务范围以少儿读物为主。

## 出版

### 漫画

#### 合作出版
- 摇曳露营△（天闻角川）
- 女校之星（新经典文化）
- 写写画画（新经典文化）
- 东京平常日（新经典文化、青马文化）
- 为你着迷（新经典文化）
- 去唱卡拉OK吧！（新经典文化）

#### 独立出版
- 黑色四叶草[2]
- 测不准的阿波连同学[3]
- 好想告訴你[4]
- 潘多拉之心[5]
- 关于我在无意间被隔壁的天使变成废柴这件事[6]